# Hygienische Totenversorgung
Die hygienische Totenversorgung (auch „hygienische Grundversorgung“) gehört im modernen Bestattungswesen zu den Vorbereitungen, die zwischen dem Eintreten des Todes und der endgültigen Bestattung am Körper eines Verstorbenen durchgeführt werden. Die Übergänge zur Thanatopraxie im engeren Sinne sind fließend.

## Aufgaben
Die hygienische Grundversorgung hat das Ziel, den Leichnam vor seiner endgültigen Bestattung (die durch Begräbnis oder Einäscherung erfolgen kann) in einen möglichst hygienisch einwandfreien, ästhetischen und würdigen Zustand zu bringen. Dies ist insbesondere dann von Bedeutung, wenn der Leichnam aufgebahrt werden soll.
In Fällen, in denen die hygienische Grundversorgung des Leichnams allein noch nicht ausreichend ist, kann sie mit anderen thanatopraktischen Behandlungsmethoden ergänzt werden, wie spezieller Kosmetik, Restaurierung/Rekonstruktion des ästhetischen Erscheinungsbildes des Körpers und Einbalsamierung (Modern Embalming).

## Vorgehensweise
Die hygienische Grundversorgung erfolgt in der Regel vor der Einkleidung und Sarglegung eines Toten. Sie wird oftmals in speziell dafür eingerichteten Räumen durchgeführt, meist in Bestattungsinstituten, aber auch in Prosekturen von Krankenhäusern und Friedhofshallen.
Für die hygienische Grundversorgung wird der Verstorbene auf den Behandlungstisch gelegt und vollständig entkleidet, der Kopf wird mit einer Stütze im Nacken höher gelegt. Üblicherweise wird der Leichnam mit mehreren Metallbalken oder gelochten Metallkassetten, die quer auf dem Sektionstisch aufliegen, erhöht, damit beim Waschen das Wasser und eventuell auch Körperflüssigkeiten besser ablaufen können.
Zu Beginn der Behandlung werden alle Pflaster, Verbände, Sonden, Urinbeutel, Katheter, Herzschrittmacher und ähnliche medizinische Utensilien entfernt.
Danach folgt die Desinfektion, bei der die Haut und alle Körperöffnungen mit einem Desinfektionsmittel eingesprüht werden. Der Verstorbene wird vollständig eingeseift und mit kaltem Wasser gewaschen, gröbere Verschmutzungen sowie austretende Körperflüssigkeiten und eingetrocknetes Blut werden beseitigt. Eventuelle Wunden werden vernäht oder je nachdem auch geklebt und/oder kauterisiert.
Männer, teilweise auch Frauen, werden im Gesicht meist rasiert, Fingernägel werden ggf. gereinigt und geschnitten. Die Haare werden mit Shampoo gründlich gewaschen und geföhnt, der Körper und der Behandlungstisch werden vollständig abgetrocknet. Nun wird der Verstorbene mit einer speziellen, feuchtigkeitsregulierenden Massagecreme eingecremt und massiert, um einer eventuellen, durch die Kühlung des Toten verursachten Dehydratation der Haut vorzubeugen. Anschließend werden alle Körperöffnungen wie Nasengänge, Rachen, Anus etc. mit Watte und einem feuchtigkeitsbindenden Pulver verschlossen, um ein Austreten von Körperflüssigkeiten zu vermeiden. Eventuelle Prothesen werden gereinigt und entsprechend eingesetzt. Der Mund wird mit einer so genannten Ligatur verschlossen. Dabei wird mit einem Baumwollfaden und einer chirurgischen Nadel der Unterkiefer von innen mit der Nasenscheidewand zusammengebunden, so dass Ober- und Unterkiefer aufeinander fixiert sind. Die Augen werden geschlossen, indem man kleine kontaktlinsenartige, mit Noppen versehene Plastikkappen auf die Augäpfel aufsetzt und die Augenlider wieder darüber zieht. Das verhindert das postmortale Einsinken der Augenlider und das eventuelle Sich-Wieder-Öffnen der Lider durch Austrocknung.
Anschließend kann der Tote angekleidet werden. Nach dem Ankleiden folgt das Frisieren und eine kosmetische Behandlung, etwa durch Pudern und Schminken des Gesichtes. Zum Schluss wird der Verstorbene in den Sarg eingebettet.
In Fällen, in denen das geschilderte Verfahren nicht ausreichend ist, um den Verstorbenen den Angehörigen würdig präsentieren zu können, kann die hygienische Grundversorgung mit zusätzlichen thanatopraktischen Behandlungsmethoden ergänzt werden. Dies kann etwa der Fall sein, wenn eine längerfristige Aufbahrung im offenen Sarg vorgesehen ist oder der Körper infolge von Gewalteinwirkung, Unfalltod, Krankheit, Verfärbung, außergewöhnlich schneller Verwesung, Suizid etc. entstellt ist. Zu den möglichen Methoden zählen die Verwendung spezieller Kosmetik, die Restaurierung/Rekonstruktion des ästhetischen Erscheinungsbildes der Leiche sowie die Einbalsamierung.

## Situation früher und heute
Noch bis in die erste Hälfte des 20. Jahrhunderts wurde das Herrichten und Waschen von Leichen üblicherweise von den Angehörigen und zunehmend durch die Leichenfrauen allein vollzogen, während diese Aufgabe heute oft von Bestattern und Thanatopraktikern/praktischen Thanatologen übernommen wird. Dennoch bieten manche Bestattungsunternehmen auch heute noch die Möglichkeit, dass Angehörige ihren Verstorbenen mit eventuell erwünschter Hilfe des Bestatters selbst versorgen, herrichten und einkleiden können. Dies kann auch maßgeblich zur Trauerbewältigung beitragen.
Da in Deutschland eine qualifizierte Berufsausbildung als „Bestattungsfachkraft“ oder „Fachgeprüfte(r) Bestatter/in“ nicht zwingend erforderlich ist, um diesen Beruf auszuüben, bieten nicht alle Bestattungsunternehmen die Dienstleistung der hygienischen Totenversorgung bzw. gar der Thanatopraxie an. Viele Bestatter kleiden daher die Verstorbenen nur an, betten diese in den Sarg und präsentieren die Verstorbenen in diesem Zustand den Angehörigen.